# Erotendomychus kirrama
Erotendomychus kirrama là một loài bọ cánh cứng trong họ Endomychidae. Loài này được Tomaszewska miêu tả khoa học năm 2004.